# ماد منتن
ماد منتن (انگلیسی: Maud Menten؛ ۲۰ مارس ۱۸۷۹ – ۲۶ ژوئیهٔ ۱۹۶۰) یک شیمی‌دان، و پزشک اهل کانادا بود. عمده شهرت وی به دلیل کشف سینتیک میکائلیس–منتن به طور مشترک با لئونر میکائلیس است.